# Вълчи херинги
Вълчите херинги (Chirocentrus) са род актиноптери от семейство Chirocentridae.
Таксонът е описан за пръв път от Жорж Кювие през 1816 година.

## Видове
- Chirocentrus dorab – Зъбата селда
- Chirocentrus nudus